# Saint-Sébastien-de-Morsent
Saint-Sébastien-de-Morsent ist eine französische Gemeinde mit 5508 Einwohnern (Stand: 1. Januar 2022) im Département Eure in der Region Normandie. Sie gehört zum Arrondissement Évreux und zum Kanton Évreux-1. Die Einwohner werden Sébamorsentins und Sébamorsentines genannt.

## Geografie
Saint-Sébastien-de-Morsent ist eine banlieue im Westen von Évreux im Itontal. Umgeben wird Saint-Sébastien-de-Morsent von den Nachbargemeinden Caugé im Norden und Nordwesten, Évreux im Osten und Nordosten, Arnières-sur-Iton im Süden, Aulnay-sur-Iton im Südwesten sowie La Bonneville-sur-Iton im Westen und Südwesten. 

## Bevölkerungsentwicklung
| Jahr      | 1962 | 1968 | 1975 | 1982 | 1990 | 1999 | 2006 | 2017 |
| Einwohner | 841  | 1252 | 3250 | 4626 | 4181 | 3812 | 4308 | 5697 |

Quelle: INSEE

## Sehenswürdigkeiten
- Kirche Saint-Sébastien aus dem 15. und 17. Jahrhundert
- Herrenhaus Aulnay
- Schloss La Musse

## Persönlichkeiten
- Ferdinand Lop (1891–1974), Journalist, Poet, Schriftsteller, Komiker und Lehrer, Präsidentschaftskandidat, gestorben in Saint-Sébastien-de-Morsent